# Prostitución en Chipre

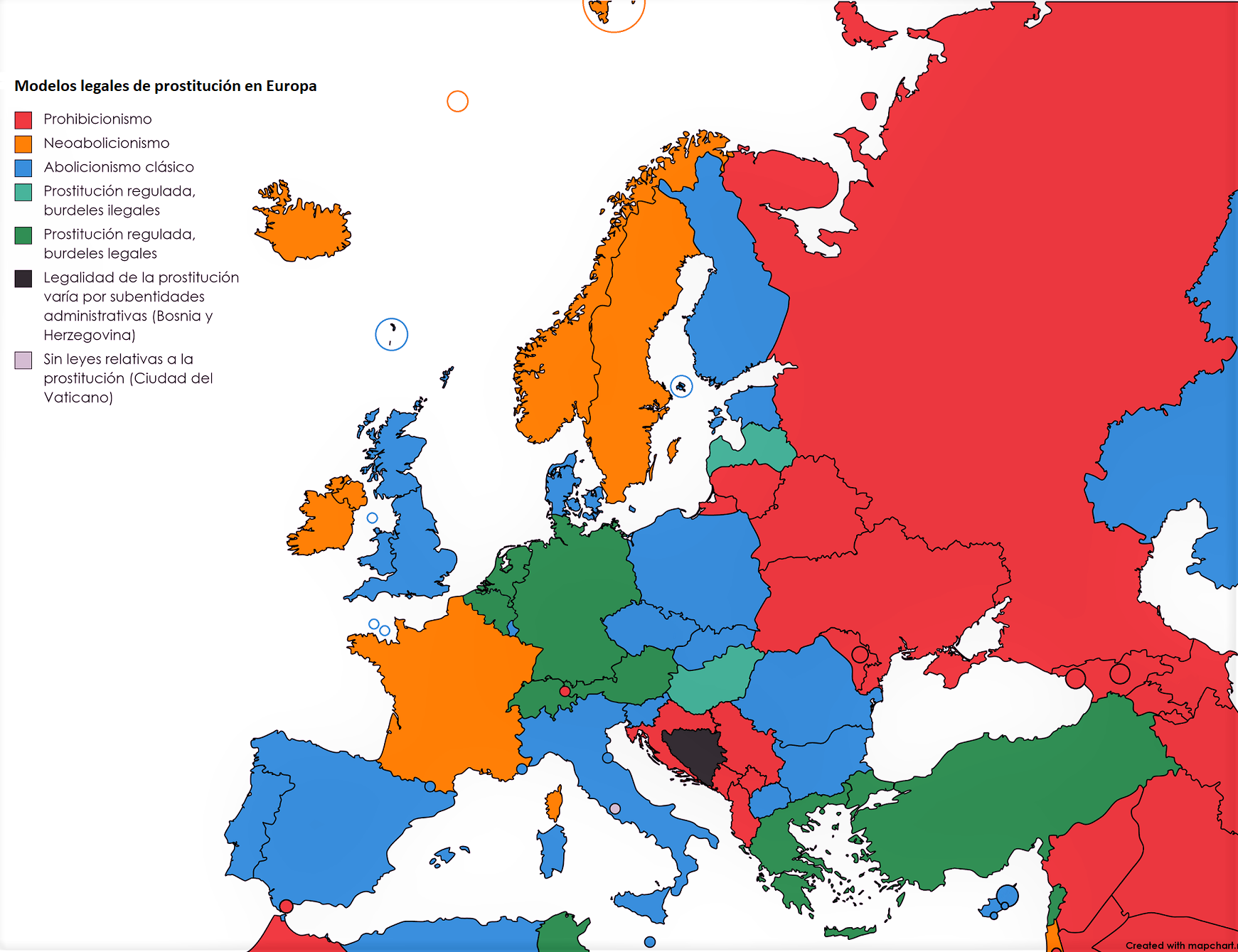
Prostitución en Europa. En azul, el modelo de abolicionismo clásico, al que pertenece, entre otros países, Chipre.

La prostitución en Chipre no es ilegal, pero la explotación de burdeles, organizar redes de prostitución, vivir de los beneficios de la prostitución, fomentar la prostitución u obligar a una persona a ejercer la prostitución son actividades ilegales. En 2015, el diputado Rikkos Mappourides pidió que se legalizara la prostitución en el país.

## Historia
La mitología griega indica que Afrodita, diosa del amor, nació cerca de Pafos, al sur de la isla chipriota, donde se construyó un templo en su honor. Desde el siglo V a. C., en el templo se practicaba la prostitución sagrada. Todas las mujeres debían acudir al templo una vez en la vida y mantener relaciones sexuales a cambio de dinero en el recinto.
Cuando la isla pasó a manos británicas, las prostitutas tuvieron que registrarse. En el Museo de la Ciudad de Larnaca se expone el libro de registro de 1916, que contiene fotografías de las prostitutas de la ciudad. Los burdeles fueron prohibidos por el gobernador, Ronald Storrs, en 1931, pero hubo excepciones durante la Segunda Guerra Mundial para uso de las tropas aliadas.
En un esfuerzo por reducir la propagación de las enfermedades de transmisión sexual, el Cuerpo Médico del Ejército introdujo un sistema de tarjetas para las prostitutas. En 1941 se emitieron 300 tarjetas. Las prostitutas debían someterse a un reconocimiento médico diario y, si no tenían infecciones, se les sellaba la tarjeta. Si estaban infectadas, recibían tratamiento y se les retenía la tarjeta hasta que quedaban libres de la infección. Se crearon centros de profilaxis a los que acudían las tropas antes de visitar los burdeles, donde se les entregaban preservativos.
En 1942 se calculaba que había 740 prostitutas trabajando en la isla, principalmente en Nicosia, Famagusta y Limasol. Todas las ciudades importantes, excepto Kyrenia, tenían una clínica venérea. Se crearon doce centros profilácticos y un pabellón venéreo con 200 camas en el Hospital General de Nicosia.

## Tráfico sexual
Chipre es un país de origen y destino de mujeres y niños víctimas del tráfico sexual. Este afecta principalmente a mujeres de Europa del Este, Vietnam, India y el África subsahariana. El tráfico sexual se produce en apartamentos privados y hoteles, en la calle y en locales comerciales de la isla, como bares, pubs, cafeterías y cabarets. Algunas mujeres víctimas del tráfico sexual son reclutadas con falsas promesas de matrimonio o trabajan como camareras o azafatas. Los niños no acompañados, los hijos de migrantes, los gitanos y los solicitantes de asilo son especialmente vulnerables a la trata con fines sexuales.
La Ley 60(I) de 2014 prohíbe todas las formas de trata y establece penas de hasta 20 años de prisión. El gobierno investigó a 13 sospechosos de trata con fines sexuales en 2016 (siete en 2015). En 2022, la policía investigó 11 casos con 24 sospechosos (cuatro casos con siete sospechosos de trata sexual, cuatro casos con siete sospechosos de trata laboral y tres casos con diez sospechosos de criminalidad forzada), en comparación con 11 casos con 22 sospechosos en 2021.
La Oficina de Vigilancia y Lucha contra la Trata de Personas del Departamento de Estado de los Estados Unidos mantuvo la clasificación en 2022 para Chipre como país de "nivel 1".

## Situación en Chipre del Norte
La República Turca del Norte de Chipre sólo está reconocida como Estado independiente por Turquía. La prostitución es ilegal, pero en los clubes nocturnos están permitidas las "konsomatrices", que se sientan con los clientes, comen con ellos o los entretienen a cambio de dinero. Estas mujeres no pueden mantener relaciones sexuales con la clientela, pero es una restricción que se incumple con frecuencia. En 2016, las autoridades expidieron 1 314 permisos de trabajo de "azafata" y "camarera" de seis meses para personas que trabajaban en clubes nocturnos y dos pubs que operaban en el norte. Durante ese periodo, 351 mujeres trabajaron con esos permisos. 
Los propietarios de clubes nocturnos contrataron a estudiantes universitarias durante este periodo para eludir el límite del número de empleados legalmente permitidos en cada club y evitar impuestos y controles. En general, la aplicación de la ley es laxa, pero en julio de 2006 el Tribunal de Distrito de Nicosia ordenó el primer encarcelamiento relacionado con la prostitución. Tras declararse inocente de los cargos, el gerente del club nocturno México, Mesut Kilicarslan, fue condenado a quince días de prisión por fomentar la prostitución y lucrarse con ella.
Las ONG informaron de que varias mujeres entraron en la República Turca del Norte de Chipre con visados de turista o estudiante de tres meses y ejercieron la prostitución en apartamentos del norte de Nicosia, Kyrenia y Famagusta.
El norte de Chipre se ha convertido en destino del turismo sexual.

### Tráfico sexual en el norte de Chipre
La zona es cada vez más un destino para mujeres de Asia Central, Europa del Este y África que son sometidas a prostitución forzada en clubes nocturnos autorizados y regulados por la administración turcochipriota. Los clubes nocturnos suponen una importante fuente de ingresos fiscales para la administración turcochipriota; los medios de comunicación estiman que los propietarios de clubes nocturnos pagan anualmente entre 20 y 30 millones de liras turcas (entre 638 700 y 958 000 euros) en impuestos.
Dado que Estados Unidos no reconoce a la República Turcochipriota, la Oficina de Vigilancia y Lucha contra la Trata de Personas del Departamento de Estado de Estados Unidos no clasifica a la zona como país. Si lo hiciera, sería de nivel 3.